# ASIL Lysi
Der Athletic Club Ischis Lysi (griechisch: Αθλητικός Σύλλογος Ισχύς Λύσης) ist ein zyprischer Fußballverein, der seit 1974 in Larnaka beheimatet ist. Die Wettkampfmannschaft spielte zeitweise in der First Division.

## Geschichte
ASIL gründete sich am 26. Juni 1932 in Lysi. Nachdem die Mannschaft zunächst in der Second Division gespielt hatte, gelang ihr zur Spielzeit 1967/68 der Aufstieg in die First Division. In der Spielzeit 1968/69 erreichte die Mannschaft den sechsten Tabellenplatz, das beste Ergebnis der Vereinsgeschichte. Nach einem neunten Platz im Folgejahr folgte mit nur einem Saisonsieg am Ende der Spielzeit 1970/71 der Gang in die Zweitklassigkeit. In der Folge avancierte der Klub zur Fahrstuhlmannschaft, nach dem direkten Wiederaufstieg platzierte er sich am Ende Spielzeit 1972/73 erneut auf einem Abstiegsplatz und kehrte anschließend wieder in die Beletage zurück. In der Spielzeit 1974/75 reichte es zum zwölften Platz, aufgrund der türkischen Invasion Zyperns im Sommer 1974, in deren Folge der Klub nach Larnaka geflohen war, gab es auch keine Absteiger. In der Spielzeit 1976/77 gelang nur ein Saisonsieg, erneut vrließ der Klub die höchste Spielklasse.
1980 stieg ASIL in die Third Division ab, wo die Mannschaft 1985 den Klassenerhalt verpasste und später bis in die Fünftklassigkeit rutschte. 1996 kehrte sie in die Third Division zurück und schaffte den direkten Durchmarsch in die zweite Liga. Nach dem direkten Wiederabstieg pendelte sie in den folgenden Jahren unregelmäßig zwischen zweitem und drittem Spielniveau. 2023 kehrte sie in die Second Division zurück.

## Stadion
ASIL bestreitet seine Heimspiele hauptsächlich im zirka 2000 Zuschauer fassenden Grigoris-Afxentiou-Stadion, das nach dem zyprischen Unabhängigkeitskämpfer Grigoris Afxentiou benannt ist. Zeitweise nutzte der Klub auch die AEK Arena – Georgios Karapatakis von Lokalkonkurrent AEK Larnaka sowie das vormals von AEK Larnaka genutzte GSZ-Stadion.